# Маляново-Старе
Маляново-Старе (пол. Malanowo Stare) — село в Польщі, у гміні Мохово Серпецького повіту Мазовецького воєводства.
Населення — 301 особа (2011).
У 1975-1998 роках село належало до Плоцького воєводства.

## Демографія
Демографічна структура станом на 31 березня 2011 року:
|          | Загалом | Допрацездатний вік | Працездатний вік | Постпрацездатний вік |
| -------- | ------- | ------------------ | ---------------- | -------------------- |
| Чоловіки | 149     | 38                 | 94               | 17                   |
| Жінки    | 152     | 42                 | 75               | 35                   |
| Разом    | 301     | 80                 | 169              | 52                   |